# NGC 6384
NGC 6384 je spirální galaxie s příčkou v souhvězdí Hadonoše. Objevil ji Albert Marth 10. června 1863.
Od Země je vzdálená 90 milionů světelných let a její skutečný rozměr je asi 150 000 světelných let.
Na obloze se dá najít téměř 4° severozápadně od hvězdy Cebalrai (β Oph). Středně velký hvězdářský dalekohled ji ukáže jako eliptickou mlhavou skvrnku s jasnějším středem.